# Issam Jebali
Issam Jebali (arabisch عصام الجبالي, DMG ʿIṣām al-Ǧibālī; * 25. Dezember 1991 in Majaz al Bab) ist ein tunesischer Fußballspieler.

## Karriere

### Verein
Issam Jebali startete seine Karriere in der Jugend von ES Sahel, von wo er zur Saison 2009/10 aus der U19 fest in die erste Mannschaft wechselte. Hier war er durchgehend bis Ende 2012 aktiv und wurde Anfang 2013 zur ES Zarzis für den Rest der verbleibenden Saison verliehen. Nach der Rückkehr zu seinem Stammklub war er dort bis zum Februar 2015 Teil des Teams. In seiner Zeit bei dem Klub gewann er zwei Mal die Coupe de Tunisie.
Danach schloss er sich im Februar 2015, vor dem Saisonbeginn in Schweden, der IFK Värnamo an. Hier blieb er lediglich bis zum Sommer der laufenden Spielzeit und fand mit der IF Elfsborg in der zweiten Saisonhälfte einen neuen Klub. Nach zwei Jahren in Elfsborg wechselte er im Sommer 2018 für 1,1 Mio. € zu Rosenborg Trondheim nach Norwegen. Mit diesen gewann er am Ende der Ganzjahressaison das Double aus Meisterschaft und Pokal. Auch hier hielt es ihn nicht lange, im Januar 2019 – nur knapp vier Monate nach seinem letzten Wechsel – unterschrieb er einen Vertrag bei al-Wahda in Saudi-Arabien, wofür diese noch einmal eine Ablöse von 1,4 Mio. € zahlten. Dort blieb er zumindest bis zum Ende der laufenden Spielzeit 2018/19.
Zum 30. Juli 2019 unterschrieb er beim dänischen Klub Odense BK einen Vertrag über drei Jahre. Im September 2020 wurde er als Spieler des Monats in der Liga ausgezeichnet. Am 31. Oktober 2022 absolvierte er sein 100. Spiel für OB.
Im Januar 2023 unterschrieb er ein Japan einen Vertrag beim Erstligisten Gamba Osaka. Am 24. November 2024 stand er mit Gamba im Endspiel des Kaiserpokals. Hier verlor man 1:0 gegen Vissel Kōbe.

### Nationalmannschaft
Seinen ersten bekannten Einsatz für die tunesischen A-Nationalmannschaft hatte er am 9. September 2018, bei einem 2:0-Sieg über Eswatini, während der Qualifikation für den Afrika-Cup 2019, wo er in der 82. Minute für Taha Yassine Khenissi eingewechselt wurde. Dies blieb zunächst für viele Jahre sein einziger Einsatz. Später folgten im Jahr 2021 einige Freundschaftsspiele und schließlich kam er in den finalen Kader beim Afrika-Cup 2022. Hier erhielt er erst ab dem Achtelfinale Einsatzzeit.

## Erfolge
Gamba Osaka
- Japanischer Pokalfinalist: 2024

## Sonstiges
Issam Jebali ist der Bruder von Nafaa Jebali und Omar Jebali.